# Royal Rumble (2017)
Royal Rumble 2017 fue la trigésima edición de Royal Rumble, un evento transmitido por pago por visión de lucha libre profesional producido por la WWE. El evento tuvo lugar el 29 de enero de 2017, desde el Alamodome en San Antonio, Texas. El tema oficial del evento fue "Blow Your Mind" de Ohana Bam. El evento es el segundo Royal Rumble que se celebró en el Alamodome, después de 1997, y el cuarto que se celebró en el estado de Texas (después de los eventos de 1989, 1997 y 2007).

## Antecedentes
Como es tradición, el evento será destacado por el Royal Rumble match, donde el ganador recibirá una lucha por un campeonato mundial en WrestleMania 33, ya sea para el Campeonato Universal de la WWE de Raw o el Campeonato de la WWE de SmackDown Live. Después de derrotar a Brock Lesnar en Survivor Series en su primera lucha en 12 años,1- Goldberg se declaró el primer participante en el Royal Rumble match en el episodio del 21 de noviembre de Raw. La semana siguiente, Paul Heyman afirmó que él y 1-Lesnar habían sido humillados por Goldberg, a quien habían subestimado, y que Lesnar también competiría en el Royal Rumble match ya que Lesnar «tiene algo que probar». En el episodio del 2 de enero de 2017 de Raw, 2-The New Day (Big E, Kofi Kingston y Xavier Woods) anunciaron su participación en la lucha. Más tarde, 2-Chris Jericho y 3-Braun Strowman también anunciaron su participación. En el episodio del 3 de enero de 2017 de SmackDown Live, Baron Corbin anunció su participación en la lucha. En el episodio del 9 de enero de 2017 de Raw, The Undertaker anunció su participación en la lucha. En el episodio del 10 de enero de SmackDown Live, 3-Dean Ambrose y5- The Miz anunciaron su participación en la lucha. Más tarde esa noche en Talking Smack,6- Dolph Ziggler anunció su participación en la lucha. El 16 de enero de 2017, los Campeones en Parejas de Raw4- Cesaro y5- Sheamus anunciaron su participación en la lucha mediante Twitter. En el episodio del 17 de enero de SmackDown Live, 7-Bray Wyatt declaró que él, 8-Randy Orton y 9-Luke Harper serían participantes en la lucha. En la página de Facebook de la WWE el 23 de enero de 2017, 6Big Show fue confirmado para la lucha. Seth Rollins había confirmado su participación a través de Twitter el 9 de enero, pero en el episodio del 23 de enero de Raw, después de una distracción por la música de Triple H, 7-Sami Zayn derrotó a Rollins para tomar su lugar en la lucha. Más tarde esa noche,8- Big Cass 10-y Rusev anunciaron su participación en la lucha. En el episodio del 24 de enero de SmackDown Live, 9-Mojo Rawley ganó un battle royal de 10 hombres para clasificar para la lucha.
El 18 de diciembre en Roadblock: End of the Line, Kevin Owens retuvo el Campeonato Universal de la WWE contra el Campeón de los Estados Unidos Roman Reigns después de que Chris Jericho atacó con un Codebreaker a Owens, dando a Owens la victoria por descalificación. Después de la lucha, Jericho, que perdió ante Seth Rollins esa misma noche, reveló que era su plan para que Owens ganara y retenga el título, antes de que Reigns y Rollins los atacaran aplicándoles powerbombs a través de las mesas de los comentaristas. La noche siguiente en Raw, mientras Owens y Jericho celebraron la victoria de Owens, el gerente general de Raw Mick Foley salió y anunció que Reigns tendría una revancha contra Owens por el Campeonato Universal en Royal Rumble, y Jericho sería suspendido por encima del ring dentro de una jaula, asegurando que Jericho no interferiría en la lucha. Foley amenazó con que si Jericho no entra en la jaula, será despedido. En el episodio del 23 de enero de Raw, se anunció que la lucha sería un No Disqualification match.
El 4 de diciembre en TLC: Tables, Ladders & Chairs, AJ Styles retuvo el Campeonato de la WWE contra Dean Ambrose en un Tables, Ladders & Chairs match. En el episodio del 13 de diciembre de SmackDown Live, Dolph Ziggler derrotó a Ambrose, The Miz y Luke Harper en un Four-Way Elimination match para ganar una oportunidad por el campeonato en el episodio del 27 de diciembre. En el episodio del 20 de diciembre, sin embargo, Baron Corbin confrontó a Ziggler, diciendo que Ziggler no era digno de una oportunidad por el título y declaró que Ziggler solo ganó porque Corbin no estaba allí. Los dos entonces tuvieron una lucha con la oportunidad de Ziggler en juego, pero terminó en una cuenta fuera doble. Styles entonces atacó tanto a Ziggler como a Corbin con una silla. El gerente general de SmackDown, Daniel Bryan, programó un Triple Threat match por el Campeonato de la WWE entre los tres en el episodio del 27 de diciembre. Ese episodio, John Cena regresó después de estar casi tres meses fuera y desafió al ganador por el título en Royal Rumble. Después de que Styles retuviera el Campeonato de la WWE, Cena salió, aparentemente listo para pelear, pero en su lugar felicitó a Styles con un apretón de manos.
En Roadblock: End of the Line, Charlotte Flair derrotó a Sasha Banks durante la prórroga de un Iron Man match de 30 minutos para ganar su cuarto Campeonato Femenino de Raw, además de terminar su largo feudo. La noche siguiente en Raw, Banks salió con una rodillera y una muleta para hablar sobre el largo feudo entre ella y Flair. Quería felicitar a Flair, pero en lugar de eso, fue atacada por Nia Jax. Más tarde esa noche, Flair se declaró la mejor luchadora femenina de todos los tiempos, pero fue interrumpida por Bayley, quien le recordó a Flair que la había derrotado dos veces. Bayley a continuación derrotó a Flair en un improvisada lucha no titular. Sin embargo, las repeticiones demostraron que Flair tenía su hombro arriba antes de que se completara la cuenta de tres. La semana siguiente, Flair reveló que sus abogados y los abogados de la WWE trabajaron para que la victoria de Bayley la semana anterior fuera revocada, pero Flair le permitió a Bayley enfrentarse a ella en otra lucha no titular, pero esta vez con Dana Brooke como árbitro invitada. Bayley perdió después de una cuenta rápida de tres por Brooke. En el episodio del 2 de enero, Bayley derrotó a Jax gracias a una distracción de Banks para convertirse en la contendiente por el Campeonato Femenino de Raw en Royal Rumble. En el episodio del 23 de enero, después de un enfrentamiento entre las dos, una lucha entre Banks y Jax fue programada para el pre-show de Royal Rumble.
En Roadblock: End of the Line, Rich Swann retuvo el Campeonato Peso Crucero en un Triple Threat match contra T.J. Perkins y The Brian Kendrick. Después de la lucha, Neville apareció y atacó tanto a Swann como a Perkins, volviéndose heel. La noche siguiente en Raw, Neville declaró su intención de sacar fuera a toda la división peso crucero, y se proclamó a sí mismo como «rey de los peso crucero». Swann cuestionó las acciones de Neville, pero fue atacado por Neville y Kendrick, este último aliándose con Neville. Perkins trató de ayudar a Swann, pero fue dominado por Neville. La noche siguiente en 205 Live, Neville y Kendrick derrotaron a Perkins y Swann en una lucha de equipos. En el siguiente Raw, después de derrotar a Perkins, Neville desafió a Swann a una lucha en el siguiente episodio de 205 Live. Más tarde, después de derrotar a Ariya Daivari, Swann aceptó el desafío, pero fue atacado inmediatamente por Neville. En 205 Live, Neville derrotó a Swann en una lucha no titular, y procedió a atacar a Swann otra vez. En el episodio del 9 de enero de 2017 de Raw, después de derrotar a Lince Dorado, Neville procedió a atacar a Dorado otra vez hasta que Swann vino en su ayuda y ahuyentó a Neville. En el siguiente 205 Live, después de derrotar a Tony Nese, Swann llamó a Neville, pero Neville se negó a enfrentarse a Swann a menos que fuera por el Campeonato Peso Crucero. Swann entonces aceptó el desafío de Neville por el título en Royal Rumble.
En Roadblock: End of the Line, Cesaro y Sheamus derrotaron a Big E y Kofi Kingston de The New Day para convertirse en los nuevos Campeones en Parejas de Raw, así como terminando el reinado récord de The New Day. La noche siguiente en Raw, Mick Foley y The New Day los felicitaron, pero fueron interrumpidos por Luke Gallows & Karl Anderson. Big E y Kingston luego hicieron equipo con Cesaro y Sheamus para derrotar a Gallows y Anderson y The Shining Stars. La semana siguiente, The New Day (Kingston y Xavier Woods) invocaron su cláusula de revancha por el campeonato, pero no tuvieron éxito. Cesaro y Sheamus entonces comenzaron un feudo con Gallows y Anderson. En el episodio del 2 de enero de Raw, Karl Anderson derrotó a Cesaro. La semana siguiente, Sheamus derrotó a Luke Gallows. En el episodio del 16 de enero, Cesaro y Sheamus defendieron el Campeonato en Parejas de Raw contra Gallows y Anderson. Después de que el primer árbitro fue accidentalmente noqueado por Sheamus, otro árbitro salió y contó la cuenta de tres ganadora para Gallows y Anderson. Sin embargo, el árbitro original invirtió la decisión y la convirtió en una victoria por descalificación para Gallows y Anderson, por lo que Cesaro y Sheamus retuvieron los títulos. Una lucha entre los dos equipos por los títulos con dos árbitros fue programada para el pre-show de Royal Rumble.
En TLC: Tables, Ladders & Chairs, Alexa Bliss derrotó a Becky Lynch en un Tables match para ganar el Campeonato Femenino de SmackDown. También en el evento, Nikki Bella ganó un No Disqualification match contra Carmella, quien reveló que Natalya fue quien atacó a Nikki en Survivor Series. Natalya negó las acusaciones hasta el episodio del 20 de diciembre de SmackDown Live, donde admitió el ataque, así como revelar celos reprimidos hacia The Bella Twins, dando lugar a peleas entre las dos en las siguientes semanas. Mientras tanto, Bliss perdió una lucha no titular ante La Luchadora, quien después de la lucha reveló ser Lynch. La semana siguiente, Lynch perdió ante Bliss en una revancha por el título debido a la interferencia de una mujer misteriosa vestida como La Luchadora, quien atacó a Lynch por semanas. Después de que La Luchadora ayudó a Bliss a retener el título contra Lynch en un Steel Cage match en el evento principal del episodio del 17 de enero, La Luchadora fue desenmascarada y revelada como Mickie James, quien hacía su regreso. La semana siguiente, James explicó sus acciones, alegando que lo hizo porque había sido olvidada, antes de que ella y Bliss emboscaran nuevamente a Lynch. También esa noche, Naomi tenía previsto enfrentarse a Natalya, pero la lucha fue cancelada debido a una pelea entre Natalya y Nikki. Más tarde desafió a Bliss a una lucha, solo para que Bliss se negara. Una lucha de equipos fue programada para Royal Rumble, poniendo a Lynch, Nikki y Naomi contra Bliss, James y Natalya.

## Resultados
- Kick-Off: Becky Lynch, Nikki Bella & Naomi derrotaron a Alexa Bliss, Mickie James & Natalya (9:35).[29][30]
  - Naomi cubrió a Bliss después de un «Split-legged Moonsault».
- Kick-Off: Nia Jax derrotó a Sasha Banks (5:10).[29][31]
  - Jax cubrió a Banks después de un «Samoan Drop».
- Kick-Off: Luke Gallows & Karl Anderson derrotaron a Cesaro & Sheamus y ganaron el Campeonato en Parejas de Raw (10:28).[29][32]
  - Gallows cubrió a Cesaro con un «Roll-up».
  - Se asignaron dos árbitros para la lucha.
- Charlotte Flair derrotó a Bayley y retuvo el Campeonato Femenino de Raw (13:05).[33][34]
  - Charlotte cubrió a Bayley después de un «Natural Selection» en el borde del ring.
- Kevin Owens (con Chris Jericho) derrotó a Roman Reigns en un No Disqualification Match y retuvo el Campeonato Universal de la WWE (22:55).
  - Owens cubrió a Reigns después de un «Running Powerslam» de Braun Strowman contra una mesa.
  - Jericho estuvo suspendido en una jaula sobre el ring para evitar que ayudara a Owens.[33][35]
- Neville derrotó a Rich Swann y ganó el Campeonato Peso Crucero de la WWE (14:00).[33][36]
  - Neville forzó a Swann a rendirse con un «Rings of Saturn».
- John Cena derrotó a AJ Styles y ganó el Campeonato de la WWE (24:10).[33][37]
  - Cena cubrió a Styles después de dos «Attitude Adjustment».
  - Como resultado, Cena igualó el récord de Ric Flair de ser 16 veces campeón mundial.
- Randy Orton ganó el Royal Rumble Match 2017 (1:02:06).[38]
  - Orton eliminó finalmente a Roman Reigns, ganando la lucha.

## Royal Rumble: entradas y eliminaciones

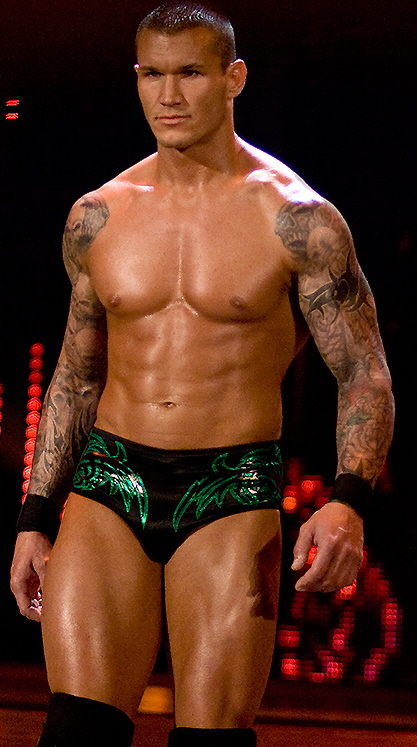
Randy Orton, ganador del Royal Rumble 2017.

El color rojo ██ indica las superestrellas de Raw, azul ██ indica las superestrellas de SmackDown Live, morado ██ indica las superestrellas de 205 Live, amarillo ██ indica las superestrellas de NXT, sin color indica las superestrellas que son agentes libres. Cada participante entraba en intervalos de 120 segundos (2 minutos).
| Entradas | Entradas        | Eliminado por | Eliminado por    | Elim. | Tiempo  |
| -------- | --------------- | ------------- | ---------------- | ----- | ------- |
| 1        | Big Cass        | 3             | Strowman         | 0     | 09:57   |
| 2        | Chris Jericho   | 27            | Reigns           | 2     | 1:00:13 |
| 3        | Kalisto         | 4             | Strowman         | 0     | 08:17   |
| 4        | Mojo Rawley     | 2             | Strowman         | 0     | 06:16   |
| 5        | Jack Gallagher  | 1             | Henry            | 0     | 03:20   |
| 6        | Mark Henry      | 5             | Strowman         | 1     | 03:17   |
| 7        | Braun Strowman  | 9             | Corbin           | 7     | 13:11   |
| 8        | Sami Zayn       | 25            | The Undertaker   | 0     | 46:55   |
| 9        | The Big Show    | 6             | Strowman         | 0     | 01:42   |
| 10       | Tye Dillinger   | 8             | Strowman         | 0     | 05:27   |
| 11       | James Ellsworth | 7             | Strowman         | 0     | 00:15   |
| 12       | Dean Ambrose    | 16            | Lesnar           | 0     | 26:55   |
| 13       | Baron Corbin    | 21            | The Undertaker   | 1     | 32:39   |
| 14       | Kofi Kingston   | 10            | Cesaro           | 0     | 16:13   |
| 15       | The Miz         | 24            | The Undertaker   | 0     | 32:44   |
| 16       | Sheamus         | 14            | Jericho          | 2     | 12:13   |
| 17       | Big E           | 12            | Cesaro y Sheamus | 0     | 09:46   |
| 18       | Rusev           | 20            | Goldberg         | 0     | 22:31   |
| 19       | Cesaro          | 13            | Jericho          | 2     | 06:44   |
| 20       | Xavier Woods    | 11            | Sheamus          | 0     | 04:47   |
| 21       | Bray Wyatt      | 28            | Reigns           | 0     | 24:11   |
| 22       | Apollo Crews    | 15            | Harper           | 0     | 05:46   |
| 23       | Randy Orton     | -             | Ganador          | 1     | 20:52   |
| 24       | Dolph Ziggler   | 17            | Lesnar           | 0     | 04:21   |
| 25       | Luke Harper     | 22            | Goldberg         | 1     | 09:56   |
| 26       | Brock Lesnar    | 19            | Goldberg         | 3     | 04:30   |
| 27       | Enzo Amore      | 18            | Lesnar           | 0     | 00:18   |
| 28       | Goldberg        | 23            | The Undertaker   | 3     | 03:21   |
| 29       | The Undertaker  | 26            | Reigns           | 4     | 05:03   |
| 30       | Roman Reigns    | 29            | Orton            | 3     | 05:05   |